# Диселенид меди
Диселенид меди — бинарное неорганическое соединение
меди и селена с формулой CuSe2,
кристаллы.

## Получение
- Сплавление стехиометрических количеств чистых веществ:

{\displaystyle {\mathsf {Cu+2Se\ {\xrightarrow {332^{o}C}}\ CuSe_{2}}}}

## Физические свойства
Диселенид меди образует кристаллы
ромбической сингонии,
пространственная группа P nnm,
параметры ячейки a = 0,5106 нм, b = 0,6292 нм, c = 0,3812 нм
(по другим данным a = 0,30226 нм, b = 0,61957 нм, c = 0,37468 нм).
При температуре 2,3-2,4 К переходит в сверхпроводящее состояние.